# Альбасете (провінція)
Альбасете (ісп. Albacete) — провінція в центральній Іспанії у складі автономного співтовариства Кастилія-Ла-Манча. Адміністративний центр — Альбасете.

## Історія
Територія, на якій розташована провінція Альбасете, була заселена з давніх часів, про що свідчать печерні картини в Куева-дель-Ніньйо і Куева-де-ла-Вьеха. У римські часи територія нинішньої провінції Альбасете була частиною Карпетанії та Кельтіберії, Костатеанії, Бастетанії та Оретії. У часи Стародавнього Риму римляни побудували значне поселення в Лібісосі, яке в епоху вестготів стало відоме як Толмо де Мінатея і значною мірою виросло.

## Адміністративний поділ
Райони (комарки):
- Льянос-де-Альбасете
- Ла-Манча-дель-Хукар-Сентро
- Ла-Манча-дель-Хукар
- Ла-Манчуела
- Монте-Іберіко-Корредор-де-Альманса
- Сьєрра-де-Алькарас-і-Кампо-де-Монтьєль
- Кампос-де-Ельїн
- С'єрра-дель-Сегура